# Amage gallasii
Amage gallasii är en ringmaskart som beskrevs av Marion 1875. Amage gallasii ingår i släktet Amage och familjen Ampharetidae. Arten har ej påträffats i Sverige. Inga underarter finns listade i Catalogue of Life.